# Marigny-lès-Reullée
Marigny-lès-Reullée este o comună în departamentul Côte-d'Or, Franța. În anul 2009 avea o populație de 194 de locuitori.

## Evoluția populației
| An        | 1975 | 1982 | 1990 | 1999 | 2006 | 2009 |
| --------- | ---- | ---- | ---- | ---- | ---- | ---- |
| Populație | 101  | 144  | 168  | 171  | 187  | 194  |